# Faouzi Ghoulam
Faouzi Ghoulam (arabisch فوزي غلام, DMG Fauzī Ġulām; * 1. Februar 1991 in Saint-Priest-en-Jarez, Département Loire) ist ein französisch-algerischer Fußballspieler, der beim türkischen Erstligisten Hatayspor unter Vertrag steht. Er ist außerdem Nationalspieler Algeriens und spielt hauptsächlich als linker Außenverteidiger.

## Karriere

### Vereine
Als Sohn algerischer Eltern in Frankreich geboren, begann Ghoulam siebenjährig bei Nouvelle-Défense Saint-Étienne mit dem Fußballspielen und setzte es ein Jahr später in der Jugendabteilung von AS Saint-Étienne fort. 19-jährig rückte er in die erste Mannschaft auf, für die er am 22. September 2010 im Coupe de la Ligue, dem französischen Pokalwettbewerb, beim 2:0-Sieg im Heimspiel gegen den OGC Nizza, debütierte. Am 1. Dezember 2010 (13. Spieltag) debütierte er schließlich 66 Minuten lang in der Ligue 1, der höchsten Spielklasse Frankreichs, beim 1:1-Unentschieden im Auswärtsspiel gegen den FC Valenciennes. Sein einziges Punktspieltor erzielte er am 24. September 2013 (7. Spieltag) bei der 1:2-Niederlage im Auswärtsspiel gegen Olympique Marseille mit dem Treffer zum Endstand per Strafstoß in der 32. Minute.
Am 31. Januar 2014 wurde sein Wechsel zur SSC Neapel bekanntgegeben, wo er einen bis zum 30. Juni 2018 datierten Vertrag unterschrieb. Die Ablösesumme betrug fünf Millionen Euro. Sein Debüt in der Serie A, der höchsten Spielklasse in Italien, gab er am 2. Februar 2014 (22. Spieltag) bei der 0:3-Niederlage im Auswärtsspiel gegen Atalanta Bergamo. Sein im Sommer 2022 auslaufender Vertrag in Italien wurde nicht verlängert und der Spieler war fortan zunächst vereinslos. Im Januar 2023 nahm ihn der SCO Angers unter Vertrag. Im Sommer 2023 wechselte er zu Hatayspor.

### Nationalmannschaft
Am 2. Juni 2012 absolvierte Ghoulam sein erstes Länderspiel, als er mit der U-21-Nationalmannschaft im Qualifikationsspiel für die U-21-Europameisterschaft 2013 in Sedan gegen die Auswahl Lettlands mit 3:0 gewann. Wenig später äußerte er sich aber dahingehend, dass er in Zukunft für die Auswahl Algeriens spielen möchte, dem Heimatland seiner Eltern. Daraufhin wurde er im Januar 2013 in den Kader für den Afrika-Cup 2013 berufen; in den drei Gruppenspielen, die seine Mannschaft als Viertplatzierter beendete und aus dem Turnier schied, wurde er jedoch nicht eingesetzt. Am 26. März 2013 bestritt er sein erstes A-Länderspiel, das in Blida, im Qualifikationsspiel für die Weltmeisterschaft 2014 mit 3:1 gegen die Auswahl Benins, gewonnen wurde. Am 19. November 2013 konnte er sich mit Algerien, durch einen 1:0-Sieg über die Auswahl Burkina Fasos, für die Weltmeisterschaft 2014 qualifizieren, wobei er den Siegtreffer durch Madjid Bougherra per Freistoß vorbereitete. Sein erstes Länderspieltor gelang ihm am 19. Januar 2015 beim 3:1-Sieg im ersten Gruppenspiel der Afrikameisterschaft über die Auswahl Südafrikas mit dem Treffer zum 2:1 in der 73. Minute.

## Erfolge
- Italienischer Pokalsieger 2014, 2020
- Italienischer Supercup: 2014